# 康纳利

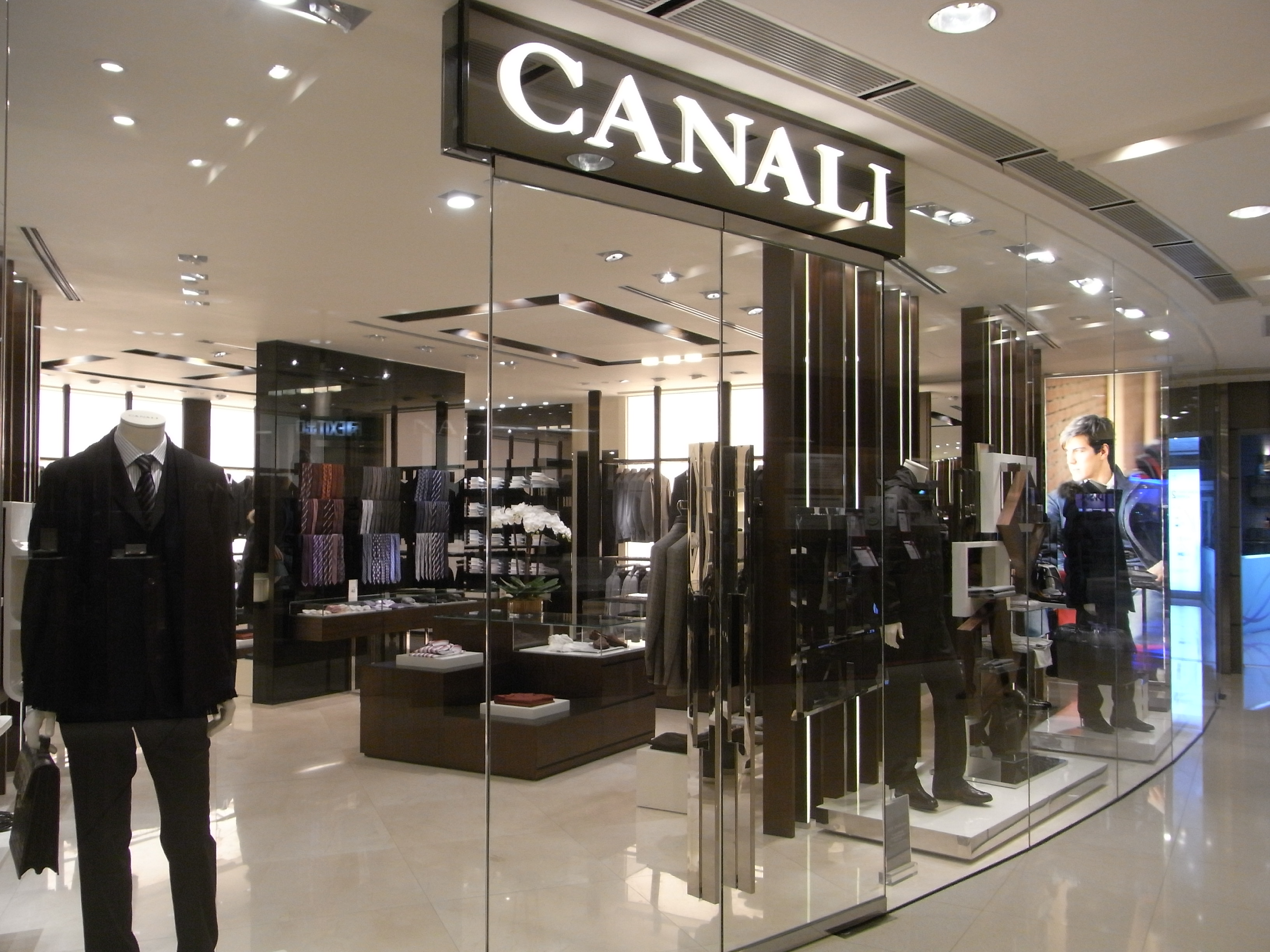
位于香港的一家店

康纳利（義大利語：CANALI），1934年由乔瓦尼·卡纳利和贾科莫·卡纳利俩兄弟创立于意大利，是意大利男装品牌。康纳利的产品种类包括休闲装、配饰，以及特许生产的香水、袖扣、袜子等。

## 发展历史
1934年, 乔瓦尼·卡纳利(Giovanni Canali)和贾科莫·卡纳利(Giacomo Canali)俩兄弟在布里安扎的特留焦成立了一家制衣工坊。20世纪50年代，家族第二代成员开始经营公司。70年代中期，公司进入国际市场，1980年公司产品的出口占总产量的一半。公司共有员工1,600名，生产基地7个，均位于意大利境内，和索维科的总部相邻。康纳利在全球100多个国家拥有1000个零售点和200座专卖店，85%的产品销往国外。目前，康纳利已由家族第三代传人接管，并在米兰设有康纳利意大利商务总部。